# Certificat d'Aptitud Pedagògica
El Certificat d'Aptitud Pedagògica (CAP) fou el requisit indispensable per als Llicenciats, Enginyers Superiors, Arquitectes, o equivalents per poder exercir l'ensenyament a l'Educació Secundària a Espanya segons la Llei orgànica 1/1990, del 3 d'octubre, d'Ordenació General del Sistema Educatiu (LOGSE). També s'anomena CAP al Curs d'Aptitud (o Adaptació) Pedagògica que porta a la seva obtenció. La base normativa es troba a la Llei General d'Educació de 1970 i a l'Ordre Ministerial del 8 de juliol de 1971.

## Història
Segons el Reial Decret del 4 de juny de 1993, no era necessari cursar-lo per a l'ingrés a les especialitats de Tecnologia, Psicologia i Pedagogia, i Formació Empresarial, així com a cap de les corresponents al Cos de Professors Tècnics de Formació Professional. És a dir, els diplomats i enginyers tècnics (a més dels llicenciats) que poden optar a les places de professor d'aquestes àrees no estan obligats a cursar-lo.
El curs 2009-2010 va ser el primer en el qual no es va impartir el CAP, sent substituït pel Màster en formació del professorat d'educació secundària obligatòria, batxillerat, formació professional i ensenyament d'idiomes a causa de l'entrada en vigor de l'Espai Europeu d'Ensenyament Superior, conegut com a Procés de Bolonya. El CAP segueix sent vàlid, però ha deixat d'impartir-se.